# Cieśnina Banksa
Cieśnina Banksa (ang. Banks Strait) – cieśnina znajdująca się w obrębie Cieśniny Bassa, pomiędzy przylądkiem Portland (Tasmania), a wyspą Clarke (Wyspy Furneaux), o szerokości około 20 kilometrów.